# Elecciones municipales de Quito de 1959
Las elecciones municipales de Quito de 1959 resultaron con la elección de Julio Moreno Espinosa, de la alianza entre el Partido Liberal Radical Ecuatoriano y el Partido Socialista Ecuatoriano venciendo a Enrique Arroyo Delgado de la alianza Movimiento Social Cristiano y el Partido Conservador Ecuatoriano.